# 赤蝦夷風説考

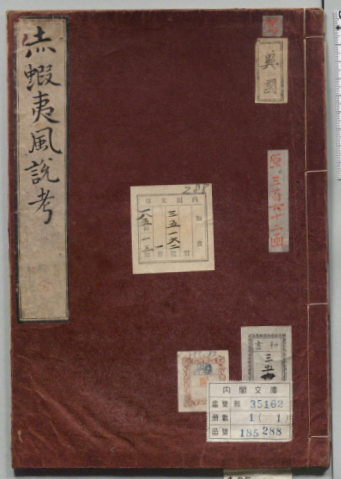
工藤平助著『赤蝦夷風説考』（写本、国立公文書館蔵。選者：最上徳内、校訂者：本多利明）

『赤蝦夷風説考』（あかえぞふうせつこう）は、江戸時代中期の医師・経世家（経済学者）である工藤平助が著したロシア研究書。天明初年（1781年）に下巻が先に書かれ、天明三年に序文・上巻と付属する地図2枚が成稿された。写本の中には『加摸西葛杜加国風説考』の書名を持つものがあり、この名称を正とする研究も定着しつつある。また「魯西亜略説」などの異名もある。またのちに最上徳内が『別本赤蝦夷風説考』という書を著しているが、内容は全くの別物である。

## 執筆の背景
ロシア帝国の東方拡大は17世紀中頃から加速し、かなり早い段階でシベリア・満洲近辺まで到達していたが、清との間に結ばれたネルチンスク条約により、いったん勢いが止められた。ロシアは矛先を変えて北方に進出し、東シベリアをさらに進んで、17世紀中にはカムチャツカ半島の領有を宣言。現地に居住するアイヌ民族などとの間で交易やトラブルを起こしつつあった。
ロシアは日本との接触に備え、ピョートル大帝が宝永2年（1705年）、首都サンクトペテルブルクに日本からの漂流民を招いて日本語学校を設立。1739年にはヴィトゥス・ベーリング探検隊の分遣船団が仙台湾や房総半島沖に接近した（元文の黒船）。宝暦3年（1753年）には日本語学校の日本人教授を大幅に増やしてイルクーツクに移転し、来るべき日本との交渉に備えていた。エカテリーナ2世の治世には、ついにロシア船は択捉島・国後島、さらに厚岸にまで交易を求め来航するようになる（詳細は千島国も参照）。ロシア人たちは、北千島（占守郡および新知郡）のアイヌに対して毛皮などに重税を課した。すでに日本の活発な経済活動に苦慮していたアイヌは、一部がこの新たな負担に耐え切れずに南下し、松前藩などに逃げ込み、ロシア人の活動状況を報告した。
一方、日本側ではアイヌとの交易権を独占していた松前藩が、既得権益確保のため、蝦夷地以北へ和人が入地することを制限していたため、蝦夷地に関する調査・研究が遅れていた。
このような状況の下、はんべんごろうが日本に来航、彼は寄港地で数通の書簡を残し、その中でロシアの日本侵略の意図を述べ蝦夷地蚕食の危険を警告したのが本著のきっかけとなった。
仙台藩の藩医であった工藤平助は、オランダ語通詞の吉雄耕牛や蘭学者の前野良沢らと親交を持ち、北方海防の重要性を世に問うべく、本書を上梓した。

## 本書の内容
『赤蝦夷風説考』はロシア全般に関する地理書とも目されているが、主題は喫緊の課題であったカムチャツカ半島を中心とした地理の把握にあった。単なる蘭書からの情報摂取ではなく、日本が掴んでいた情報を統合しカムチャツカ半島の状況分析に用いられた点に特色がある。日本における本格的なロシア研究本としては嚆矢となる書であり、多くの同憂を啓蒙した。
上巻には、
- 赤狄風説の事
- 附録蝦夷地に東西の差別ある事
- 西蝦夷之事

を載せる。松前周辺や蘭学者などからの伝聞を元に、蝦夷地周辺の事情を説いている。
下巻は以下の諸篇から成る。
- カムサスカヲロシヤ私考之事
- ヲロシヤの記事 一名ムスコヒヤ
- 年代之事
- ヲロシヤ開業の次第
- 松前より写し来る赤狄の図説の事
- 土産物

内容はオランダ語訳されたドイツ人ヨハン・ヒュプナー（Johann Hubner）の著『地理全誌』（ゼオガラヒー、万国地誌とも、1769年刊）第5巻「ロシア誌」などの蘭書に書かれたロシアの地理や歴史に関する資料を、松前藩の国人からの聞き取りを元に批判的に検討して作成した、資料編に当たる巻。

## 刊行の影響
当時、江戸幕府で政治改革の主導権を握っていた老中田沼意次も、蝦夷地経略に関心を寄せており、ロシア人南下の脅威に早急に備える必要性を認識していた。
そこで工藤平助は、なんとか自著を田沼の目に留めようと、田沼の用人三浦庄司を介して上申を試みる。その甲斐あって天明4年5月16日（1784年7月3日）、勘定奉行松本秀持が田沼に提出した蝦夷地調査に関する伺書に、本書が添付された。伺書は本書を引用しながら、蝦夷地の肥沃な大地や豊富な産物、地理的重要性を強調し、幕府主導による防備・開発を進言している。それを受けた田沼がさっそく翌5年、幕府主導の下に全蝦夷地沿海への探索隊を派遣するに至って、平助の宿願は結実する。しかし、翌天明6年（1786年）の田沼の失脚により、この探索隊は中途で断絶してしまった。
田沼政権の後を執った松平定信は、文化5年（1808年）に先年に起きたロシアとの紛争に触発され、ロシアについて学習する必要性を説いた『秘録大要』という少文を著したが、付属したロシア学習のために読むべき書誌リスト「集書披閲」の中で『加摸西葛杜加国風説考』は桂川甫周の『魯西亜誌』に次ぐ3番目の位置に掲載されており、本書を軍書（軍事資料）として評価したことが付言されている。
いっぽう、本書に影響されて蝦夷地やロシアに対する関心が高まりを見せ、平助と同じ仙台藩医・林子平が『海国兵談』を著し、平助が序文を寄せている。

## 刊行文献
- 『赤蝦夷風説考　北海道開拓秘史』井上隆明訳、教育社歴史新書、1979年、再版1987年。シリーズ原本現代訳